# Chotča
Chotča est un village de Slovaquie situé dans la région de Prešov.

## Histoire
Première mention écrite du village en 1379.

## Démographie

### Évolution de la population
| Année:               | 1994. | 2004.   | 2014.   | 2024.    |
| -------------------- | ----- | ------- | ------- | -------- |
| Nombre de personnes: | 529   | 569     | 590     | 652      |
| Différence:          |       | +7,56 % | +3,69 % | +10,50 % |

| Année:               | 2023. | 2024. |
| -------------------- | ----- | ----- |
| Nombre de personnes: | 652   | 652   |
| Différence:          |       | +0 %  |